# Колумбия (суперконтинент)
Колумбия (Нуна, Хадсонленд) — гипотетический суперконтинент, существовавший в статерийский период (1,8—1,5 млрд лет назад), палеопротерозойской эры, что делает его одним из старейших суперконтинентов. Предположение о его существовании было выдвинуто Дж. Роджерсом и М. Сантошем в 2002 году. Колумбия состояла из прото-кратонов, которые позже вошли в состав Лаврентии, Фенносарматии (Балтики), Украинского (Азово-Подольского) щита, Амазонского щита, Австралии и, возможно, Сибири, Сино-Корейской платформы и Калахарийской платформы. На существование этого континента указывают геологические и палеомагнитные данные.

## Размер и расположение
Размеры суперконтинента оценивают в 12 900 километров с севера на юг и около 4800 км в самой широкой части. Восточное побережье Индии было соединено с западной частью Северной Америки, а южная Австралия — с Западной Канадой. Большая часть Южной Америки была развёрнута таким образом, что западный край современной Бразилии был совмещён с восточной частью Северной Америки, образуя континентальный край, тянущийся до южного края Скандинавии.

## Формирование
Формирование Колумбии произошло 2,0—1,8 млрд лет назад. В её состав вошли почти все континентальные блоки Земли. Кратонные блоки в Южной Америке и Западной Африке объединились 2,1—2,0 млрд лет назад. Кратоны Капвааль и Зимбабве в южной части Африки соединил пояс Лимпопо около 2,0 млрд лет назад. Кратонные блоки Лаврентии соединились несколькими орогенами 1,9—1,8 млрд лет назад. Кратоны Кола, Карелия, Волго-Уральский и Скифская плита были объединены 1,9—1,8 млрд лет назад. Анабарский и Алданский кратоны в Сибири были соединены 1,9—1,8 млрд лет назад Акитканским и Центрально-Алданским орогенами. Восточная Антарктида и неизвестный континентальный блок оказались соединены орогеном Трансантарктических гор. Южный и Северный Индийский блоки были соединены Центрально-Индийской тектонической зоной. Восточный и западный блоки Северо-Китайского кратона около 1,85 млрд лет назад объединил Транс-Северо-Китайский ороген.
После окончательного объединения всех блоков около 1,8 млрд лет назад Колумбия продолжала расти за счёт аккреции на её краях. Это продолжалось около 0,5 млрд лет.

## Разделение
Колумбия начала распадаться около 1,6 млрд лет назад из-за образования рифтов вдоль западной окраины Лаврентии (супергруппы Белт и Пёрселл), Восточной Индии (рифты в районе рек Маханади и Годавари), южной окраины Балтики (супергруппа Телемарк), юго-восточной окраины Сибири (рифейские авлакогены), северо-западной окраины Южной Африки (медный пояс Калахари) и северной окраины Северо-Китайского блока (пояс Чжаэртай-Баян Обо).
Распад продолжался вплоть до окончательного разделения суперконтинента в калимийском периоде (1,3—1,2 млрд лет назад).